# Francesco Selmi

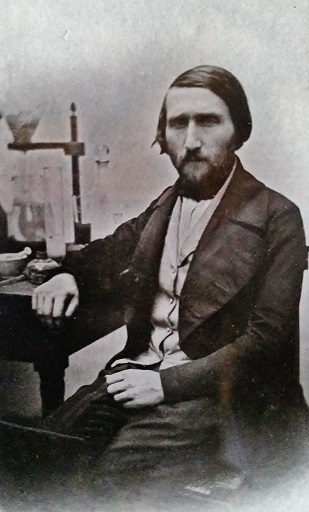
Francesco Selmi nel suo laboratorio

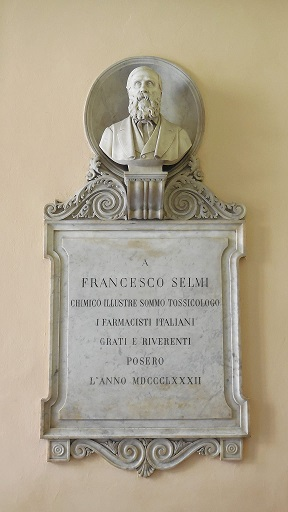
Monumento in ricordo di Francesco Selmi, Palazzo del Rettorato dell’Università di Bologna

Francesco Selmi (Vignola, 7 aprile 1817 – Vignola, 13 agosto 1881) è stato un chimico italiano, noto per essere stato tra i fondatori, con lo scozzese Thomas Graham, della chimica dei colloidi.

## Biografia
Nato nell'allora Ducato di Modena e Reggio, era fratello di Antonio, anch'egli chimico. Nel 1839 ottenne il diploma di "maestro di farmacia" all'Università di Modena. Insegnò chimica dapprima nel liceo di Reggio Emilia, poi all'Università di Modena. 
Distintosi per i suoi studi sullo stato colloidale, sulla fermentazione e sulla galvanica, fu costretto a rifugiarsi a Torino, poiché coinvolto nei moti del 1848 e condannato a morte dal Duca di Modena. Nello stesso anno aveva fondato a Reggio Emilia, con Gherardo Strucchi, il Giornale di Reggio. Rifiutò il sostegno economico che lo stato piemontese offriva ai rifugiati politici e chiese di poter insegnare. Di conseguenza fu nominato professore di fisica, chimica e meccanica presso il Collegio Nazionale di Torino. A Torino, dove venne accolto dall'amico Ascanio Sobrero, realizzò importanti ricerche, fra cui la scoperta del tetracloruro di piombo.
Durante il periodo piemontese si legò ad altri esuli e fu tra i fondatori della Società Nazionale per l'Unità d'Italia insieme a Giuseppe La Farina, di cui divenne amico. Cavour ebbe profonda stima per Selmi, come testimoniato dalla corrispondenza intercorsa fra i due. Promotore insieme a Luigi Zini del sollevamento del Ducato di Modena e della relativa annessione nel 1859 al Piemonte, fece parte, come deputato della provincia di Modena, della delegazione che portò a Torino i risultati del plebiscito. In quell'occasione gli fu conferita, insieme a Giuseppe Verdi, quest'ultimo deputato della provincia di Parma, la cittadinanza onoraria. Inoltre, per un breve periodo, divenne rettore dell'Università di Modena.
Durante l'esilio piemontese, frequentò il salotto letterario della baronessa Olimpia Savio, nelle cui memorie è ampiamente citato. Fu provveditore agli studi a Torino e direttore generale del Ministero dell'Istruzione. 

### Studi di chimica, invenzioni e scoperte
Proseguivano intanto le ricerche scientifiche in cui si era distinto. 
Alcuni anni dopo l'unità d'Italia lasciò la carriera ministeriale e, a partire dal 1867, assunse la cattedra di chimica farmaceutica e tossicologica presso l'Università di Bologna. Fra il 1845 e il 1850 pubblicò i primi studi sistematici sui colloidi, in particolare sul cloruro d'argento, sul Blu di Prussia e sui composti dello zolfo, individuando le principali proprietà distinguendo tra le soluzioni vere e le pseudosoluzioni.. Nel 1855 inventa la pila a triplice contatto. I vantaggi della nuova pila erano la costanza della tensione, il basso costo in confronto alle pile 
allora esistenti, la semplicità di costruzione e manutenzione, e l'assenza di esalazioni nocive. La pila fu utilizzata con continuità nella 
stazione telegrafica di Torino dal dicembre 1856 fino al maggio del 1857, dove furono installate fino a 100 celle. È tra i fondatori, nel 1870, della rivista scientifica Gazzetta Chimica Italiana. Ha diretto, a partire dal 1868, la pubblicazione dell'Enciclopedia di Chimica in 11 volumi, ai quali ne aggiunse altri 3 di Complemento e supplemento: 
- 1: [A-Am]
- 2: [Am-Azo]
- 3: [Ba-Car]
- 4: [Cat-Col]
- 5: [Con-Exi]
- 6: [Fac-Guy]
- 7: [H-Myr]
- 8: [N-Piv]
- 9: [Pla-Sau]
- 10: [Sca-Usn]
- 11: [Vac-Zuc]
- Complemento e supplemento vol. 1: [Abe-Bir]
- Complemento e supplemento vol. 2: [Bis-iso]
- Complemento e supplemento vol. 3: [Lac-Zuc]

Collaborò con Ascanio Sobrero alla preparazione del tetracloruro di piombo. Nella sede bolognese il Selmi iniziò a lavorare nel campo a lui prima sconosciuto della chimica tossicologica. Divenne il fondatore della moderna tossicologia forense con la scoperta delle ptomaine o alcaloidi cadaverici, culminata nella fondamentale monografia sulle ptomaine del 1878. Tutto questo gli procurò fama internazionale e fu istituita dal Ministero della Giustizia la commissione nazionale per la prova di veneficio di cui fu nominato presidente. Agli studi di Selmi si deve la salvezza di molti accusati ingiustamente di avvelenamento, in base a prove scientifiche fino ad allora empiriche ed inesatte. Morì a Vignola nel 1881, vittima della scienza e della sua instancabile volontà di ricerca, essendosi infettato nel dissezionare un animale morto per studiare le tossine della febbre tifoidea. La vita di Francesco Selmi, in particolare il suo coinvolgimento nei moti risorgimentali e la scoperta delle ptomaine, hanno ispirato il volume Amaro in bocca , una raccolta di racconti pubblicata in occasione del 2° centenario della sua nascita. 

### Gli studi danteschi
Durante il periodo piemontese si occupò anche di studi danteschi, con particolare riferimento alla filologia e al confronto fra le varianti lessicali dei codici relativi alla Divina Commedia. Fu lui inoltre a pubblicare per la prima volta i Trattati morali duecenteschi volgarizzati da Andrea da Grosseto (1873).

## Onorificenze
A Francesco Selmi sono state dedicate vie a Modena, Bologna, Roma, Vignola, e Parabiago. A Vignola gli è stata dedicata anche la locale biblioteca comunale la quale conserva il Fondo documentario Francesco Selmi con materiale di laboratorio e documenti in parte ancora inediti, donati dalla famiglia Bartoli. A Modena si trova l'Istituto di Istruzione Superiore "Francesco Selmi". Nel 1868 venne nominato Cavaliere dell'Ordine della Corona d'Italia e nel 1874, su proposta del Ministero della Pubblica Istruzione, Commendatore.

## Opere Scientifiche
- Francesco Selmi, Studj sopra l'albumina con una nota sopra un nuovo metodo per depurare il vetriolo di ferro, Milano: Tipografia Guglielmini e Redaelli, 1842
- Francesco Selmi, Intorno agli acidi anidri, agli acidi idratati all'ufficio che compie l'acqua nelle combinazioni coi medesimi e cogli ossidi in genere ed alla costituzione del tartaro emetico, memoria diretta in forma di lettera al ch. professor Bartolomeo Bizio da Francesco Selmi, Modena: eredi Soliani, 1843
- Francesco Selmi, Studi di chimica molecolare; Intorno all'iodido mercurico in soluzione e sunto di varie esperienze; Intorno all'azione che reciprocamente esercitano l'iodio, l'acido iodidrico e vari binari, Milano: 1844
- Francesco Selmi, Manuale dell'arte d'indorare e d'inargentare coi metodi elettro-chimici e per semplice immersione, compilato da Francesco Selmi ad uso degli artefici italiani, Reggio Emilia, Torreggiani, 1844.

- Francesco Selmi, Intorno all'azione dell'iodio sopra il clorido di mercurio: memoria prima di Francesco Selmi, Milano: V. Guglielmini, 1845
- Francesco Selmi, Studi sperimentali e teorici di chimica molecolare: fascicoli I e II, Modena: 1846
- Francesco Selmi, Studio intorno alle pseudo-soluzioni degli azzurri di Prussia ed alla influenza dei sali nel guastarle, Bologna: Tipi Sassi, 1847
- Francesco Selmi, Usi dell'ammoniaca e de' suoi composti in farmacia, Bologna: Tipi Sassi, 1847
- Francesco Selmi, Prolusione detta da Francesco Selmi nella scuola di chimica del R. liceo di Reggio il giorno 15 ottobre 1843 incominciando un corso di lezioni intorno a questa scienza
- Francesco Selmi, Intorno alla solubilità dell'ammoniuro d'oro in varii cianuri, Torino: Stamperia Reale, 1847
- Francesco Selmi, Principii elementari di chimica organica, Torino: cugini Pomba & C., 1851
- Francesco Selmi, Principii elementari di chimica minerale per uso dell'insegnamento ginnasiale, liceale ed universitario, 2ª Edizione, Torino: Unione Tipografico-Editrice., 1856
- Francesco Selmi, Notizia sulla pila a triplice contatto e sugli usi di essa nella telegrafia elettrica, nella elettro-metallurgia ecc., Torino: Unione Tipografico-Editrice, 1857
- Francesco Selmi, Chiose anonime alla prima cantica della Divina commedia di un contemporaneo del poeta: publicate per la prima volta e celebrare il sesto anno secolare della nascita di Dante, Torino, Stamperia Reale, 1865
- Francesco Selmi, Studi di tossicologia chimica: (seconda serie), Bologna: tipi Gamberini e Parmeggiani, 1872
- Francesco Selmi, Sulle difficoltà che s'incontrano nelle ricerche tossicologiche, Bologna: Gamberini e Parmeggiani, 1875
- Francesco Selmi, Sulle ptomaine od alcaloidi cadaverici e loro importanza in tossicologia, osservazioni del prof. Francesco Selmi aggiuntavi una perizia per la ricerca della morfina, Bologna: N. Zanichelli, 1878
- Francesco Selmi, Intorno allo sviluppo di prodotti fosforati dai cadaveri; Sui prodotti fosforati volatili che si svolgono durante la putrefazione lenta dell'albume e del tuorlo d'ova; Dell'accelerazione che il fosforo e gl'ipofosfiti inducono nella reazione tra l'acido solforico e lo zinco e sua applicazione alla tossicologia: tre memorie, Bologna: Tip. Gamberini & Parmeggiani, 1878
- Francesco Selmi, Sulla genesi degli alcaloidi venefici che si formano nei cadaveri: osservazioni, Annali di Chimica Applicata alla Medicina, Vol.67, Serie III, Milano, Fratelli Richiedei Editori, 1879
- Francesco Selmi, Ricerca del fosforo nelle urine in caso di avvelenamento e prodotti che vi si riscontrano, Memorie della Accademia delle Scienze dell'Istituto di Bologna, Serie IV, Tomo I, p.275-289, Bologna: Tip. Gamberini & Parmeggiani, 1880
- Francesco Selmi, Esame dell'urina di un itterico grave in correlazione coll'esame di un'urina fosforata, Memorie della Accademia delle Scienze dell'Istituto di Bologna, Serie IV, Tomo I, p.291-293, Bologna: Tip. Gamberini & Parmeggiani, 1880
- Francesco Selmi, Sulla fallacia del reattivo di Van-Deen per determinare le macchie di sangue, Memorie della Accademia delle Scienze dell'Istituto di Bologna, Serie IV, Tomo I, p.294-297, Bologna: Tip. Gamberini & Parmeggiani, 1880
- Francesco Selmi, Sopra due arsine formatesi in uno stomaco di maiale salato coll'anidride arseniosa, Memorie della Accademia delle Scienze dell'Istituto di Bologna, Serie IV, Tomo I, p.299-305, Bologna: Tip. Gamberini & Parmeggiani, 1880
- Francesco Selmi, Ptomaine od alcaloidi cadaverici e prodotti analoghi da certe malattie in correlazione colla medicina legale, Bologna: N. Zanichelli, 1881

## Opere Letterarie
- Francesco Selmi, il Favoleggiatore, ossia raccolta di favole in lingua volgare scelte, emendate e purgate non che opportunamente annotate ad usum serenissimi saeculi XIX dal M. di S., Torino, Tip. di G.B. Paravia e Comp., 1857
- Francesco Selmi, Carlo Matteucci, Unione Tipografico-Editrice, Torino, 1862
- Francesco Selmi, Battista Cannatelli, ossia Modena dopi il 1831, Stamperia Del Vaglio, Napoli, 1866